# Gudermes
Gudermes (em russo: Гудермéс; em checheno: Гуьмсе / Gümse) é uma cidade da República Chechena, Rússia, localizada às margens do rio Sunja, 36 quilômetros a leste de Grózni. Sua população, de acordo com o censo russo de 2002, era de 33.500 habitantes.
A cidade foi um povoado rural até 1941, quando se tornou uma importante conexão ferroviária entre Rostov-sobre-o-Don, Baku, Astrakhan e Mozdok. A extração de petróleo tem grande importância na economia local.